# 杰克·惠顿
杰克·惠顿（英語：Jack Whitten，1939年12月5日－2018年1月20日）是美国著名的抽象画家和雕塑家，以其在绘画材料和技术上的创新实践而闻名。他的作品融合了个人记忆、非裔美国人身份、媒介创新和社会议题，拓展了抽象艺术的表现边界。2016年，惠顿因其对美国文化的杰出贡献被授予国家艺术奖章。

## 生平与教育
惠顿出生于贝瑟默_(亚拉巴马州)，父亲是一位煤矿工人，母亲是一名裁缝。1957年至1959年，他在塔斯基吉大学学习医学预科，并加入了预备军官训练团（ROTC）。在此期间，他受到建筑教授的建议，转而追求艺术事业。1960年，惠顿搬到纽约市，并于1964年毕业于库珀联盟学院，获得美术学士学位。

## 艺术生涯
惠顿的艺术生涯始于1960年代，早期作品受威廉·德·库宁和马克·罗斯科等抽象表现主义艺术家的影响。他不断探索绘画的物质性，开发了包括使用尼龙网、T形工具（他称之为“开发者”）等多种技术，以创造独特的纹理和视觉效果。
1974年，惠顿在惠特尼美国艺术博物馆举办了首次个展。此后，他的作品在多家重要机构展出，包括2018年在巴尔的摩艺术博物馆
和大都会艺术博物馆举办的“奥德赛：杰克·惠顿雕塑1963–2017”展览。

## 艺术风格与主题
惠顿的作品融合了抽象艺术与社会议题，常常通过创新的材料和技术表达非裔美国人的历史和个人记忆。他的“黑色巨石”系列作品向詹姆斯·鲍德温、拉尔夫·艾里森等非裔文化人物致敬，体现了对身份和历史的深刻反思。
在创作中，惠顿使用了包括蛋壳、铜、聚苯乙烯等非传统材料，创造出独特的马赛克效果。他的作品被认为在形式和内容上都具有深远的影响力。

## 教学与个人生活
1974年至1995年，惠顿在库珀联盟学院担任绘画教授，培养了众多艺术人才。
他于1968年与玛丽·斯塔科斯（Mary Staikos）结婚，两人育有一女。惠顿长期居住在纽约市皇后区，并在希腊克里特岛设有工作室，用于雕塑创作。

## 逝世与纪念
2018年1月20日，惠顿因白血病并发症在纽约市去世，享年78岁。
2025年，纽约现代艺术博物馆举办了回顾展“杰克·惠顿：信使”，全面展示了他六十年的艺术生涯，巩固了他在美国艺术史上的地位。

## 主要作品收藏
惠顿的作品被多家重要艺术机构收藏，包括：
- 《向马尔科姆致敬》（1965年），大都会艺术博物馆
- 《纽约战场》（1967年），现代艺术博物馆
- 《滑动区》（1971年），达拉斯艺术博物馆
- 《粉色灵魂女王》（1973年），芝加哥当代艺术博物馆
- 《巫师的学徒》（1974年），惠特尼美国艺术博物馆
- 《黑色巨石I：致詹姆斯·鲍德温》（1988年），格伦斯通博物馆（英语）
- 《9.11.01》（2006年），巴尔的摩艺术博物馆（英语）
- 《阿托波利斯：致埃杜阿尔多·格利桑特》（2014年），现代艺术博物馆